# Halogener
Halogenerne (af græsk; "saltdannere"), er en kemisk serie af grundstoffer i det periodiske system, som omfatter den 17. hovedgruppe (i visse ældre udgaver af det periodiske system: gruppe VII eller VII-A):
- Fluor
- Klor (også stavet "chlor" i kemiens verden)
- Brom
- Jod (kan også ses stavet "Iod")
- Astat

Dertil vil man muligvis i fremtiden kunne syntetisere enkelte atomer af et sjette grundstof, tennessin, som formodentlig vil have kemiske egenskaber, der kategoriserer det som et halogen.
Astat og tennessin er generelt så ustabile/radioaktive, at de normalt ikke kan forekomme i større mængde naturligt.
Halogener er stærkt reaktionsvillige stoffer, som bl.a. kan reagere med metaller og derved danne salte – deraf navnet "saltdanner". Eksempelvis er det stof, som de fleste forbinder med ordet "salt", nemlig natriumklorid, en kemisk forbindelse af halogenet klor, og metallet natrium. I ren form og under normale tryk- og temperaturforhold optræder halogenerne som gasser af molekyler med to atomer i hver. Dog er brom flydende og jod et fast stof ved normale atmosfæriske forhold. Desuden kan atomer af forskellige halogener "danne molekyle-par" og derved skabe nogle gasser med egenskaber meget lig de "rene" halogener.

## Halogenernes kemi
Halogener mangler alle én elektron i deres yderste elektronskal for at opnå den blandt atomer "eftertragtede", helt fyldte yderste elektronskal: Halogenerne er meget "ivrige" efter at skaffe sig en ekstra elektron, typisk ved at indgå i kemiske forbindelser med andre stoffer.
Halogener kan gå i forbindelse med brint og danner derved nogle ganske stærke syrer; flussyre (HF), saltsyre (HCl), bromsyre (HBr) og jodsyre (HI). Astat kan teoretisk set også danne en syre; "astat-syre" (HAt), men da alle isotoper af astat er meget ustabile og meget hurtigt henfalder til andre grundstoffer, nævnes denne forbindelse sjældent.